# Experimenta
Experimenta é um álbum do grupo de axé music Banda Eva lançado em 2000, sendo o oitavo álbum do grupo e sexto em estúdio.

## Informações
O álbum é o segundo e último lançado com Emanuelle Araújo nos vocais do grupo, que deixaria a Banda Eva no início de 2002 após o carnaval, passando os vocais para Saulo Fernandes. Experimenta não rendeu bons frutos ao grupo, tendo apenas um grande sucesso, a canção " My Love".

## Faixas
1. Amor na rede  (Ferdinando Jujuba)
2. Sol pra mim  (Paulinho Andrade)
3. Quem ama  (Armando Set, Renato Reis, Rodrigo Canellas)
4. Uma canção  (Adelmo Casé)
5. Remador  (Jauperi)
6. My love  (Jauperi, Zeu Góes)
7. Clima delicado  (Vevê Calazans, Carlinhos Brown)
8. Quero te pedir (Não vá embora)  (Sérgio Passos, Jorge Papapá)
9. Guidibai  (Clóvis Cruz, Ilo Gomes, Gilberto Timbaleiro)
10. Demore não  (Paulo Vascon, Tenyson Del Rey)
11. Eu amo você  (Sílvio Rochael, Cassiano)
12. Levada do amor (Ailoviu)  (Paulinho Levi, Luiz Wanderley)